# العلاقات البريطانية الكورية الشمالية
العلاقات البريطانية الكورية الشمالية هي العلاقات الثنائية التي تجمع بين المملكة المتحدة وكوريا الشمالية.

## مقارنة بين البلدين
هذه مقارنة عامة ومرجعية للدولتين:
| وجه المقارنة                                              | المملكة المتحدة                 | كوريا الشمالية                        |
| --------------------------------------------------------- | ------------------------------- | ------------------------------------- |
| المساحة (كم2)                                             | 242.50 ألف                      | 120.54 ألف                            |
| عدد السكان (نسمة)                                         | 66.02 مليون                     | 25.49 مليون                           |
| الكثافة السكانية (ن./كم²)                                 | 272.25                          | 211.47                                |
| العاصمة                                                   | لندن                            | بيونغيانغ                             |
| اللغة الرسمية                                             | لغة إنجليزية، اللغة الويلزية    | لغة كوريا الشمالية القياسية ‏          |
| العملة                                                    | جنيه إسترليني                   | وون كوري شمالي                        |
| الناتج المحلي الإجمالي (بليون دولار)                      | 2.62 تريليون                    |                                       |
| الناتج المحلي الإجمالي (تعادل القوة الشرائية) بليون دولار | 2.72 تريليون                    |                                       |
| الناتج المحلي الإجمالي الاسمي للفرد دولار أمريكي          | 43.88 ألف                       |                                       |
| الناتج المحلي الإجمالي للفرد دولار أمريكي                 | 40.23 ألف                       |                                       |
| مؤشر التنمية البشرية                                      | 0.907                           |                                       |
| رمز المكالمات الدولي                                      | +44                             | +850                                  |
| رمز الإنترنت                                              | .uk، .gb                        | .kp                                   |
| المنطقة الزمنية                                           | توقيت غرينيتش، توقيت غرب أوروبا | ت ع م+08:30، ت ع م+08:30، ت ع م+09:00 |

## منظمات دولية مشتركة
يشترك البلدان في عضوية مجموعة من المنظمات الدولية، منها:
| علم المنظمة | اسم المنظمة                   | تاريخ انضمام المملكة المتحدة | تاريخ انضمام كوريا الشمالية |
| ----------- | ----------------------------- | ---------------------------- | --------------------------- |
|             | الأمم المتحدة                 | 24 أكتوبر 1945               | 17 سبتمبر 1991              |
|             | الاتحاد الدولي للاتصالات      | 24 فبراير 1871               | ?                           |
|             | الاتحاد البريدي العالمي       | ?                            | ?                           |
|             | المنظمة الهيدروغرافية الدولية | ?                            | ?                           |
|             | يونسكو                        | 4 نوفمبر 1946                | 18 أكتوبر 1974              |

## وصلات خارجية
- موقع وزارة الخارجية البريطانية
- موقع وزارة الخارجية الكورية الشمالية